# 2003년 텔레비전 애니메이션 목록
다음은 2003년에 방송된 텔레비전 애니메이션이다.

## 대한민국
| 제목              | 화수 | 방송 기간                          | 채널 | 비고 |
| ----------------- | ---- | ---------------------------------- | ---- | ---- |
| 싸커보이 토토     |      | 2003년 1월 31일 ~                  | EBS  |      |
| 스피어즈          | 26   | 2003년 2월 27일 ~ 8월 21일         | MBC  |      |
| 내 친구 우비소년  | 22   | 2003년 3월 26일 ~ 4월 24일         | SBS  |      |
| 내 친구 우비소년  | 28   | 2003년 12월 18일 ~ 2004년 2월 5일  | KBS2 |      |
| 열대펭귄 페닝     |      | 2003년 5월 1일 ~                   | MBC  |      |
| 수호요정 미셸     | 26   | 2003년 6월 6일 ~ 12월 11일         | KBS2 |      |
| 요랑아 요랑아     | 26   | 2003년 7월 23일 ~ 2004년 2월 11일  | KBS2 |      |
| 무한전기 포트리스 | 52   | 2003년 8월 6일 ~                   | SBS  |      |
| 뽀롱뽀롱 뽀로로   | 52   | 2003년 11월 27일 ~ 2004년 5월 18일 | EBS  |      |

## 일본
| 제목                                           | 화수 | 방송 기간         | 채널         | 비고 |
| ---------------------------------------------- | ---- | ----------------- | ------------ | ---- |
| 라이무이로 전기담                              |      | 2003년            | 가나가와TV   |      |
| 스트라스 4                                     |      | 2003년            | 지바TV       |      |
| Mouse                                          |      | 2003년            | 키즈스테이션 |      |
| 폭전슛 베이블레이드 G 레볼루션                 |      | 2003년            | 도쿄TV       |      |
| 잡동사니 거리의 스테인                         |      | 2003년            | 키즈스테이션 |      |
| 울프스 레인                                    |      | 2003년            | 후지TV       |      |
| 출격! 머신로보 레스큐                          |      | 2003년            | 도쿄TV       |      |
| .hack // 황혼의 팔찌전설                       |      | 2003년            | 도쿄TV       |      |
| 나나카 6/17                                    |      | 2003년            | 아사히TV     |      |
| L/R Licensed by Royal                          |      | 2003년            | 후지TV       |      |
| 마법사에게 소중한 것                           |      | 2003년            | 아사히TV     |      |
| 초로봇생명체 트랜스포머 마이크론 전설          |      | 2003년            | 도쿄TV       |      |
| 크러시기어 니트로                              |      | 2003년            | 나고야TV     |      |
| 내일의 나쟈                                    |      | 2003년            | 아사히TV     |      |
| 건퍼레이드 마치 -새로운 행군가-                |      | 2003년            | 가나가와TV   |      |
| 디지걸 POP!                                    |      | 2003년            | 키즈스테이션 |      |
| 마수전선 The Apocalypse                        |      | 2003년            | AT-X         |      |
| 천사의 꼬리 Chu!                               |      | 2003년            | 키즈스테이션 |      |
| E's Otherwise                                  |      | 2003년            | 도쿄TV       |      |
| 에어마스터                                     |      | 2003년            | 니혼TV       |      |
| 우주의 스텔비어                                |      | 2003년            | 도쿄TV       |      |
| 카레이도 스타                                  |      | 2003년            | 도쿄TV       |      |
| 모험유기 플러스터 월드                         |      | 2003년            | 도쿄TV       |      |
| D. N. ANGEL                                    |      | 2003년            | 도쿄TV       |      |
| 무한전기 포트리스                              |      | 2003년            | 도쿄TV       |      |
| 피치피치핏치                                   |      | 2003년            | 도쿄TV       |      |
| 시공모험기 젠트릭스                            |      | 2003년            | NHK 제2위성  |      |
| 마탐정 로키 Ragnarok                           |      | 2003년            | 도쿄TV       |      |
| 인간교차점                                     |      | 2003년            | 도쿄TV       |      |
| 성혜의 세계                                    |      | 2003년            | 마이니치TV   |      |
| 소닉 X                                         |      | 2003년            | 도쿄TV       |      |
| 금색의 갓슈벨                                  |      | 2003년            | 후지TV       |      |
| 아스트로보이 철완 아톰                         |      | 2003년            | 후지TV       |      |
| FIRE STORM                                     |      | 2003년            | 도쿄TV       |      |
| 디지캐럿                                       |      | 2003년            | 도쿄TV       |      |
| 망상과학 시리즈 원더바 스타일                  |      | 2003년            | 지바TV       |      |
| 고로케                                         |      | 2003년            | 도쿄TV       |      |
| DEAR BOYS                                      |      | 2003년            | 도쿄TV       |      |
| LAST EXILE                                     |      | 2003년            | 도쿄TV       |      |
| 스크랩 프린세스                                |      | 2003년            | WOWOW        |      |
| 키노의 여행 The Beautiful World                |      | 2003년            | WOWOW        |      |
| 무사 쥬베이 용옥보편                           |      | 2003년            | WOWOW        |      |
| 탐정학원 Q                                     |      | 2003년            | TBS          |      |
| 가드가드                                       |      | 2003년            | 후지TV       |      |
| 테크노라이즈                                   |      | 2003년            | 후지TV       |      |
| Submarine Super 99                             |      | 2003년            | AT-X         |      |
| 세인트 비스트 성수강림편                       |      | 2003년            | 키즈스테이션 |      |
| 울트라 매니악                                  |      | 2003년            | 애니맥스     |      |
| 신데렐라 보이                                  |      | 2003년            | AT-X         |      |
| 다이바젠스 이브                                |      | 2003년            | AT-X         |      |
| DC 다카포                                      |      | 2003년            | 가나가와TV   |      |
| 다카하시 유미코 극장                           |      | 2003년            | 도쿄TV       |      |
| Happy Lesson Advance                           |      | 2003년            | 가나가와TV   |      |
| 나루타루                                       |      | 2003년            | 키즈스테이션 |      |
| 그린그린                                       |      | 2003년            | 사이타마TV   |      |
| 오네가이 트윈즈                                |      | 2003년            | WOWOW        |      |
| 포포탄                                         |      | 2003년            | BS-i         |      |
| 일기당천                                       |      | 2003년            | AT-X         |      |
| 루팡 3세 보물반환작전                          |      | 2003년            | 니혼TV       |      |
| On짱 꿈파워 대모험!                            |      | 2003년            | 홋카이도TV   |      |
| 똑바로 가자.                                   |      | 2003년            | 요미우리TV   |      |
| 작은 눈의 요정 슈가 특별편                     |      | 2003년            | BS-i         |      |
| 풀 메탈 패닉                                   |      | 2003년            | 후지TV       |      |
| 절체절명 데인저러스 할아버지                   |      | 2003년 9월        | 도쿄TV       |      |
| 울트라맨 보이 우루코로                         |      | 2003년 9월        | 도쿄TV       |      |
| PAPUWA                                         |      | 2003년 9월        | 도쿄TV       |      |
| 신혼합체 고단나                                |      | 2003년 10월       | AT-X         |      |
| 미드나잇 호러 스쿨                             |      | 2003년 10월       | 후지TV       |      |
| AVENGER                                        |      | 2003년 10월 2일~  | 도쿄TV       |      |
| 최유기 Reload                                  |      | 2003년 10월 2일~  | 도쿄TV       |      |
| 돌격!! 크로마티 고교                           |      | 2003년 10월 2일~  | 도쿄TV       |      |
| 어둠과 모자와 책의 여행자                      |      | 2003년 10월 4일~  | 마이니치TV   |      |
| 원반황녀 왈큐레 12월의 야상곡                  |      | 2003년 10월~      | 사이타마TV   |      |
| 쿄우고쿠 나츠히코 항간에 떠도는 100가지 이야기 |      | 2003년 10월 3일~  | 사이타마TV   |      |
| 병속의 요정                                    |      | 2003년 10월 3일~  | 사이타마TV   |      |
| BPS 배틀 프로그래머 시라세                     |      | 2003년 10월 3일~  |              |      |
| 플라네테스                                     |      | 2003년 10월 4일~  | NHK 제2위성  |      |
| 록맨 에그제 AXESS                              |      | 2003년 10월 4일~  | 도쿄TV       |      |
| 카레이도 스타 2기                              |      | 2003년 10월 4일~  | 도쿄TV       |      |
| 강철의 연금술사                                |      | 2003년 10월 4일~  | TBS          |      |
| 은하철도 이야기                                |      | 2003년 10월 4일~  | 후지TV       |      |
| 다카하시 루미코 극장 인어의 숲                 |      | 2003년 10월 4일~  | 도쿄TV       |      |
| 네가 바라는 영원                               |      | 2003년 10월 4일~  | 지바TV       |      |
| 신나는 과학 어드벤처 아하! 그렇구나            |      | 2003년 10월 5일~  | 도쿄TV       |      |
| 포포로크로이스                                 |      | 2003년 10월 5일~  | 도쿄TV       |      |
| 오차켄                                         |      | 2003년 10월 6일~  | 키즈스테이션 |      |
| 건그레이브                                     |      | 2003년 10월 6일~  | 도쿄TV       |      |
| F-Zero 팔콘 전설                               |      | 2003년 10월 7일~  | 도쿄TV       |      |
| 미르모 퐁퐁퐁 2기                              |      | 2003년 10월 7일~  | 도쿄TV       |      |
| SPACE PIRATE CAPTAIN HERLOCK                   |      | 2003년 10월 7일~  | 니혼TV       |      |
| 신선조이문 피스메이커                          |      | 2003년 10월~      | TV아사히     |      |
| 건슬링거 걸                                    |      | 2003년 10월 8일~  | 후지TV       |      |
| 진월담 월희                                    |      | 2003년 10월 9일~  | BS-i         |      |
| 쪽빛보다 푸르게 -인연-                         |      | 2003년 10월 11일~ | 지바TV       |      |
| 마부라호                                       |      | 2003년 10월 14일~ | WOWOW        |      |
| ROD -The TV-                                   |      | 2003년 10월 15일~ | 후지TV       |      |
| 무인 행성 서바이브!                            |      | 2003년 10월 16일~ | NHK 교육     |      |
| 트윈 스피카                                    |      | 2003년 11월 1일~  | NHK 제2위성  |      |
| 무적코털 보보보                                |      | 2003년 11월 8일~  | 아사히TV     |      |
| 크르노 크루세이드                              |      | 2003년 11월 24일~ | 후지TV       |      |
| 블랙 잭                                        |      | 2003년 12월 22일~ | 요미우리 TV  |      |

## 참고 문헌
- 야마구치 야스오 (2005). 《일본 애니메이션 역사》. 미술문화. 261-262쪽.